# Syzygium inophyllum
Syzygium inophyllum är en myrtenväxtart som beskrevs av Dc.. Syzygium inophyllum ingår i släktet Syzygium och familjen myrtenväxter. Inga underarter finns listade i Catalogue of Life.